# NGC 5307
NGC 5307 је планетарна маглина у сазвежђу Кентаур која се налази на NGC листи објеката дубоког неба.
Деклинација објекта је - 51° 12' 19" а ректасцензија 13h 51m 3,3s. Привидна величина (магнитуда) објекта NGC 5307 износи 11,2 а фотографска магнитуда 12,1. NGC 5307 је још познат и под ознакама PK 312+10.1, ESO 221-PN11, AM 1347-505.